# Menantes-Literaturpreis für erotische Dichtung
Der Menantes-Literaturpreis für erotische Dichtung ist ein deutscher Preis für erotische Literatur, der seit 2006 von dem Verein St. Petri-Kirche & Menantes-Literaturgedenkstätte Wandersleben e.V. vergeben wird, der sich der Pflege der Erinnerung des als Menantes bekannten Christian Friedrich Hunold zur Aufgabe gemacht hat, dem bekanntesten deutschen Verfasser galanter Romane.
Alle zwei Jahre wird sowohl von einer Jury aus fünf Kritikern und Schriftstellern ein mit 2000 Euro dotierter Hauptpreis als auch ein mit 500 Euro dotierter Publikumspreis vergeben. Die Vergabe erfolgt im Rahmen eines Literaturfestes, bei dem fünf aus den Einsendern ausgewählte Autoren ihre Werke der Jury und dem Publikum vorstellen. Bewerben können sich die Einsender mit maximal 3 Gedichten oder einer Kurzgeschichte. Eine Auswahl der besten eingesandten Beiträge erscheint dann im folgenden Herbst im Mitteldeutschen Verlag in Halle.

## Preisträger
| Jahr | Hauptpreis          | Publikumspreis    |
| ---- | ------------------- | ----------------- |
| 2022 | Randolf Eilenberger | Michael Kriegel   |
| 2019 | Sophia Fritz        | Barbara Rieger    |
| 2016 | Hellmuth Opitz      | Ingrid Svoboda    |
| 2014 | Uwe Kolbe           | Nancy Hünger      |
| 2012 | Ursula Schütt       | Waltraud Bondiek  |
| 2010 | Peter Kastner       | Sebastian Meineck |
| 2008 | Hans van Ooyen      | Christian Maintz  |
| 2006 | Ralph Grüneberger   | Georg Berger      |

## Anthologien
- Alle Sinne leben. Erotische Gedichte und Geschichten. Herausgegeben vom Menantes-Förderkreis der Evangelischen Kirchengemeinde Wandersleben zum "Menantes-Preis für erotische Dichtung" 2022. Mitteldeutscher Verlag, Halle an der Saale [2023], ISBN 978-3-96311-684-1.
- Durch deiner Blicke Macht. Erotische Gedichte und Geschichten. Herausgegeben vom Menantes-Förderkreis der Evangelischen Kirchgemeinde Wandersleben zum "Menantes-Preis für erotische Dichtung" 2019. Mit Illustrationen von Frank Hauptvogel. Mitteldeutscher Verlag, Halle an der Saale [2919], ISBN 978-3-96311-182-2.
- Loreleys Lover. 50 erotische Gedichte und Geschichten von 2006 bis 2016. Hrsg. von Jens-Fietje Dwars mit Zeichnungen von Gerd Mackensen. Quartus, Bucha bei Jena [2016], ISBN 978-3-943768-71-8.
- Die fünfte Dimension. Erotische Gedichte und Geschichten. 33 Beiträge zum Menantes-Preis 2014. Ausgew. von Jens-Fietje Dwars. Mit fünf Zeichnungen von Roger Bonnard. Quartus, Bucha bei Jena 2014, ISBN 978-3-943768-31-2.
- Schachbordelle. Erotische Gedichte & Geschichten. 35 Beiträge zum Menantes-Preis 2012. Ausgew. von Jens-Fietje Dwars. Mit fünf Zeichnungen von Karl-Georg Hirsch. Quartus, Bucha bei Jena 2012, ISBN 978-3-943768-06-0.
- Lob der Jadeflöte. Erotische Gedichte & Geschichten. 35 Beiträge zum Menantes-Preis 2010. Ausgew. von Jens-Fietje Dwars. Mit Zeichnungen von Gerd Mackensen. Quartus, Bucha bei Jena 2010, ISBN 978-3-936455-87-8.
- Wehre dich nicht. Erotische Gedichte & Geschichten. 33 Beiträge zum Menantes-Preis 2008. Ausgew. von Jens-Fietje Dwars mit Aktfotografien von Hans van Ooyen. Quartus, Bucha bei Jena 2008, ISBN 978-3-936455-65-6.
- Ich siebenhändiger Mann. Erotische Gedichte & Geschichten. Beiträge zum Menantes-Preis 2006. Ausgew. von Jens-Fietje Dwars. Mit Aktfotografien von Sebastian Reuter. Quartus, Bucha bei Jena 2006, ISBN 3-936455-49-X.